# Megachile alticola
Megachile alticola är en biart som beskrevs av Cameron 1902. Megachile alticola ingår i släktet tapetserarbin, och familjen buksamlarbin. Inga underarter finns listade i Catalogue of Life.